# نيكولاس فورد
نيكولاس فورد (بالإنجليزية: Nicholas Ford)‏ هو سياسي أمريكي، ولد في 21 يونيو 1833 في جمهورية أيرلندا، وتوفي في 18 يونيو 1897. حزبياً، نشط في الحزب الجمهوري. وقد انتخب عضو مجلس نواب ولاية ميسوري وانتخب عضو مجلس النواب الأمريكي.